# 152146 Rosenlappin
152146 Rosenlappin este un asteroid din centura principală de asteroizi.

## Descriere
152146 Rosenlappin este un asteroid din centura principală de asteroizi. A fost descoperit pe 9 iunie 2005 la Observatorul Jarnac din Vail-Jarnac. Asteroidul prezintă o orbită caracterizată de o semiaxă mare de 2,30 ua, o excentricitate de 0,23 și o înclinație de 0,3° în raport cu ecliptica.